# International House
International House è un film del 1933 diretto da Edward Sutherland.

## Produzione
Il film fu prodotto dalla Paramount Pictures.
Venne girato nei Paramount Studios - 5555 Melrose Avenue, Hollywood.

## Distribuzione
Distribuito dalla Paramount Pictures, il film uscì nelle sale cinematografiche statunitensi il 27 maggio 1933.